# كهتويه
 کهتویه  قرية كبيرة عامرة تـتبع بلدة جناح (بالفارسية: بخش جناح ) من توابع مدينة بستك وتقع في محافظة هرمزگان في جنوب غرب إيران. إحدى قرى
« إقليم فرامرزان». تقع هذه القرية على بعد 6 كيلومترات في غرب مدينة جناح

## حدود قرية کهتویه
حدود قرية کهتویه: من الشمال قرية جاله عالي أحمدان، ومن الجنوب «جبل داربست»، من الغرب قرية داربست ومن الشرق تنتهي بــمدينة جناح.

## السكان
يبلغ عدد سكان هذه القرية حسب تعداد السكان لعام 2006 للميلاد، (1158) نسمة تشكل (265) عائلة، من أهل السنة والجماعة وعلى المذهب الشافعي. يتكلمون الفارسية باللهجة المحلية.

## المرافق العامة في القرية
قرية كهتوية لديها المرافق التالية:
- المدارس.
- المساجد.
- شبكة الماء والكهرباء.
- عيادة صحية.
- مجموعة برك لحفظ مياه الأمطار.
- حوالى 10,000 نخلة مثمرة.
- مكتبة عمومية.
- أفلاج مائية قديمة.

## وصلات خارجية
- التقسيمات الادارية لمحافظة هرمزگان